# Compositie met rood, geel en blauw
Compositie met rood, geel en blauw is een abstract schilderij uit 1927 van de Nederlandse kunstschilder Piet Mondriaan. Het schilderij bevindt zich in het Kröller-Müller Museum in Otterlo.
Het schilderij van olieverf op doek meet 40 bij 52 cm. Het schilderij heeft alle kenmerken van het neoplasticisme: rechte lijnen, primaire kleuren, asymmetrie en een duidelijke vlakverdeling.